# Autostrada A73 (Niemcy)
Autostrada A73 (niem. Bundesautobahn 73 (BAB 73) także Autobahn 73 (A73)) – autostrada w Niemczech prowadząca przez Rejencję frankońską na osi północ-południe i łączy autostradę A71 koło Suhl z autostradą A9 na południe od Norymbergi.
Na odcinku między Bambergiem a Norymbergą zwana jest również Frankenschnellweg.
5 września 2008 oddano do użytku ostatni brakujący odcinek pomiędzy Coburgiem a Lichtenfels.  
Odcinek pomiędzy Lichtenfels a Bambergiem, B173, od 1 stycznia 2008 przemianowany na A73. Węzeł nr 8 Neustadt/Sonneberg ma być otwarty dopiero po zbudowaniu B999.